# Église Saint-Blaise de La Celle
Pour les articles homonymes, voir Église ou chapelle Saint-Blaise et Saint-Blaise.
L'église Saint-Blaise est une église catholique située sur la commune de La Celle, dans le département du Cher, en France.

## Historique

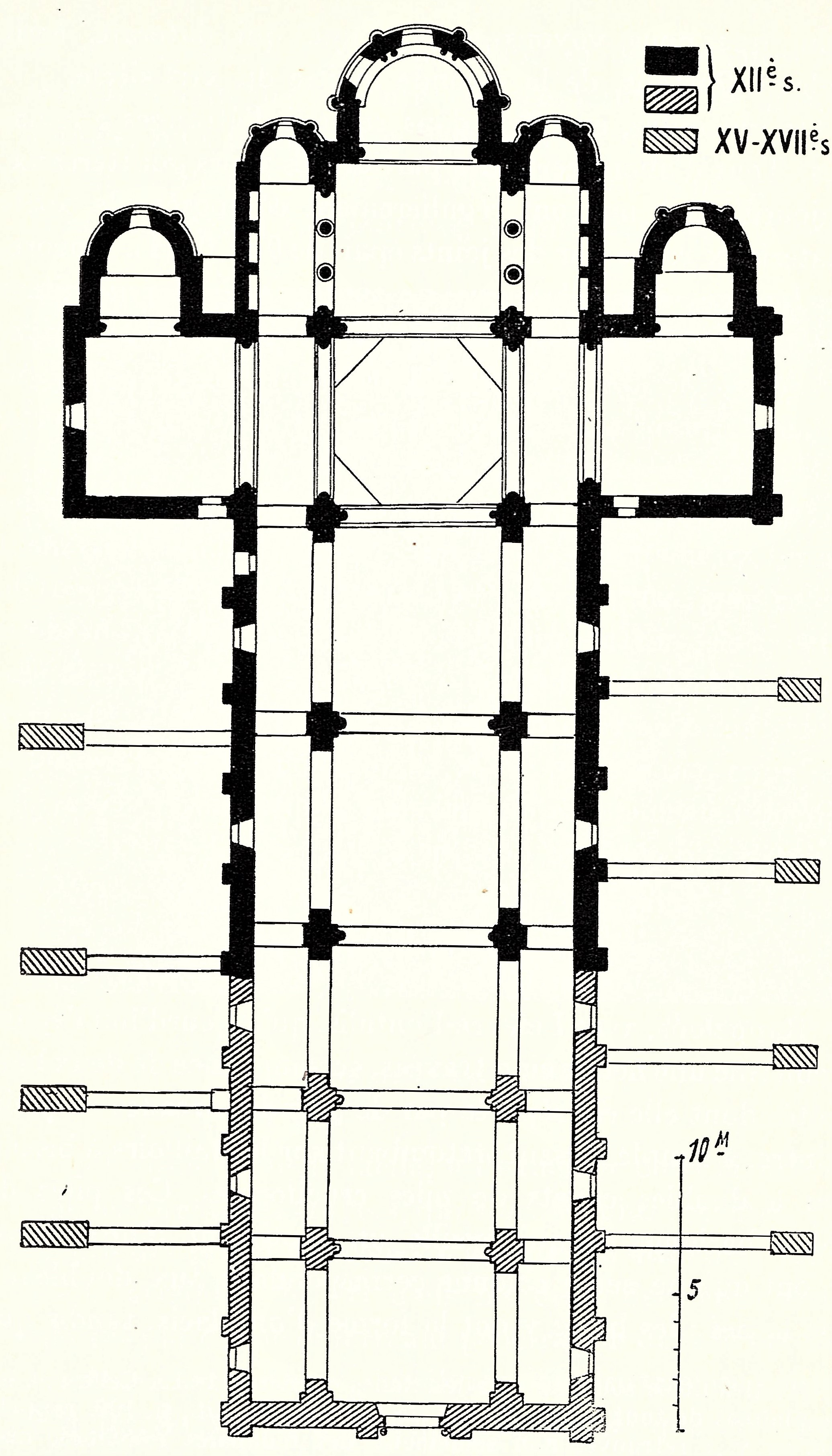
Plan de l'église
(Congrès archéologique de France. Bourges. 1931)

L’église Saint-Blaise est l’édifice d’un prieuré dépendant de l’abbaye de Déols, dont l’origine peut remonter au XIe siècle, mais attestée au début du XIIe siècle. La construction s’est faite en deux étapes rapprochées: d’abord le sanctuaire, le transept et les deux premières travées de la nef, puis les trois autres travées et la façade. Endommagée lors du pillage du bourg en 1156 par Raoul de Charenton, l'église est reconstruite dans la seconde moitié du XIIe siècle, en conservant une partie des murs latéraux de la nef primitive.
Un certain nombre d’irrégularités, notamment le fait que les fenêtres ne soient pas dans l’axe des travées, pourraient laisser penser qu’à l’origine, la nef était couverte que d’une charpente et peut-être d’un plafond. Les quatre ouvertures rondes de la voute, les oculi, étaient primitivement destinées à éclairer l’édifice.
Elle conserve un important ensemble de chapiteaux sculptés de grande qualité.
Des arcs-boutants sont ajoutés au XVe siècle côté sud, et en 1735 côté nord.
La voûte en berceau de la nef et les arcs-boutants côté sud sont démolis et reconstruits en 1898 d’après les plans de l’architecte des monuments historiques Georges Honoré Darcy. La voute en briques creuses remplace l’ancien berceau en maçonnerie d’une épaisseur de 50 cm dont le poids énorme avait mis l’édifice en danger, fissuré la façade et nécessité la construction des arcs boutants.
L’église est dédiée à saint Blaise. C’est un évêque et médecin arménien, décapité au IVe siècle, dont le culte s’est largement répandu en Occident au Moyen Âge. Il est le patron des carriers et des tailleurs de pierre. Les carrières de La Celle étaient réputées. Elles fournirent les pierres pour la construction de l’église souterraine de la cathédrale de Bourges. Elles servirent, aussi, à la construction de l'abbaye cistercienne de Noirlac. Leur exploitation est attestée depuis l'époque romaine.
L'église abrite le tombeau et les reliques de saint Sylvain, apôtre de Levroux (Indre), qui furent d'abord déposés dans la chapelle Saint-Sylvain, près de l'église, au XVe siècle, puis transférés dans l'église à la fin du XIXe siècle, en 1897.
En 1892, le sculpteur saint-amandois Morillon réalisa d'après les plans de Georges Darcy l'autel moderne que l'on voit de nos jours.
L'édifice est classé au titre des monuments historiques par la liste de 1840.

## Description de l'église

### Dimensions[2]
- Longueur totale dans œuvre : 48,50 m
- Longueur de la nef dans œuvre : 31,70 m
- Hauteur de la voûte de la nef : 11,15 m
- Longueur du transept dans œuvre : 23,70 m
- Hauteur de la coupole : 14 m
- Largeur du chœur à l'entrée : 4,60 m

### Architecture extérieure
De robustes arcs-boutants de part et d'autre de la nef semblent amarrer l’église au sol et lui confèrent une allure gothique que dément la structure de l’édifice d'origine romane.
Le chœur est de style bénédictin. Il paraît avoir été édifié vers 1100 et la nef peu après. Le chevet est à pans coupés dans sa partie supérieure encadré par deux absidioles aux bas-côtés du chœur et de deux autres, plus profondes, aux bras du transept.
La façade est dépourvue de tout décor à l’exception de deux couples de lutteurs de facture fruste et de modillons au-dessus du portail. La signification des deux scènes restent à ce jour mystérieuses. Sont-elles païennes, chrétiennes, gallo-romaines, carolingiennes ou mérovingiennes ?  Les interprétations ont été diverses : lutte de vignerons, combat de Jacob et de l’Ange, la guérison de Tobie. Ces bas-reliefs pourraient être une représentation du sacrement de réconciliation. En effet, l'inscription latine sculptée sur chaque bas-relief Froto ardus signifie : plus l’affrontement est fort. Réf. nécessaire.
Sur le mur extérieur de la nef, au sud, des morceaux de sarcophages, une stèle gallo-romaine, une invocation aux divins empereurs romains ont été réutilisés pour la construction de la nef.
Le clocher, carré, avec ses baies géminées, abrite quatre cloches : la Sylvaine qui date du début du XIVe siècle, la Gasparde qui a été fondue en 1666 pour la chapelle Saint-Clair, la Marie-Françoise fondue en 1714 pour l’église d’Allichamps à Bruère et enfin la Joséphine-Marie qui date de 1844.
La croix pattée qui se voit à l’apex de l’abside, provient de l’ancienne église Saint-Sauveur de Bruère.
L'église est construite en moyen appareil régulier à joints fins au chevet et en moyen appareil irrégulier jointoyé aux flancs de la nef et au transept.

### Architecture intérieure

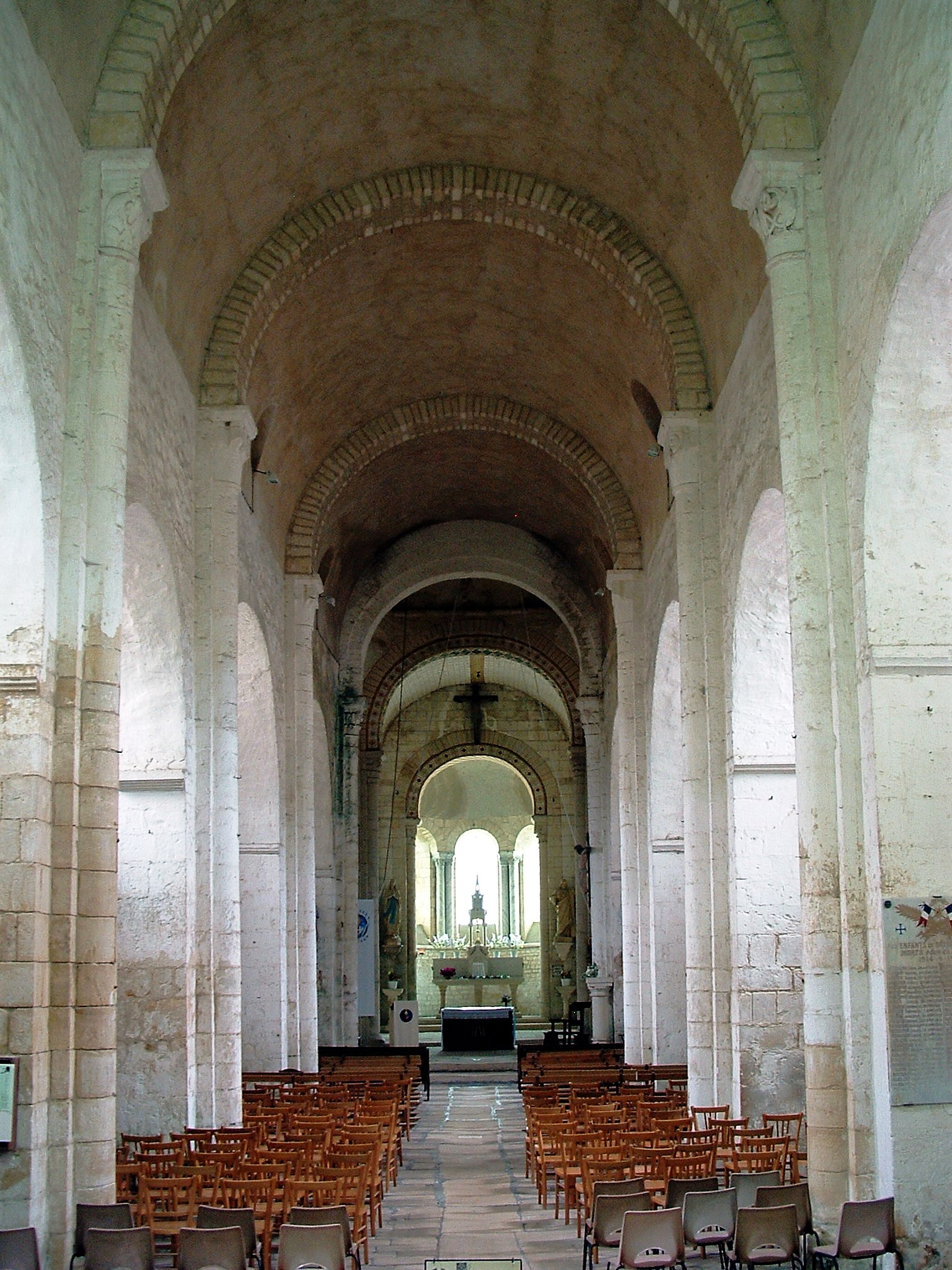
Nef de l'église.

Le plan de l’église est une croix latine. La nef est composée de 3 vaisseaux de cinq travées de taille inégale couvertes d'une voute en berceaux à doubleaux.
À l’intérieur, on observe un fort contraste entre la pénombre de la nef et la lumière que trois larges fenêtres diffusent dans l’abside. Comme aux Aix d’Angillon, deux files de colonnes séparent le sanctuaire des chapelles latérales. Les magnifiques chapiteaux du chœur figurent des végétaux et des animaux affrontés. La croisée du transept est couverte d’une coupole octogonale sur trompes, tandis que le berceau de la nef, insuffisamment contrebuté, a nécessité l’ajout des arcs-boutants extérieurs.

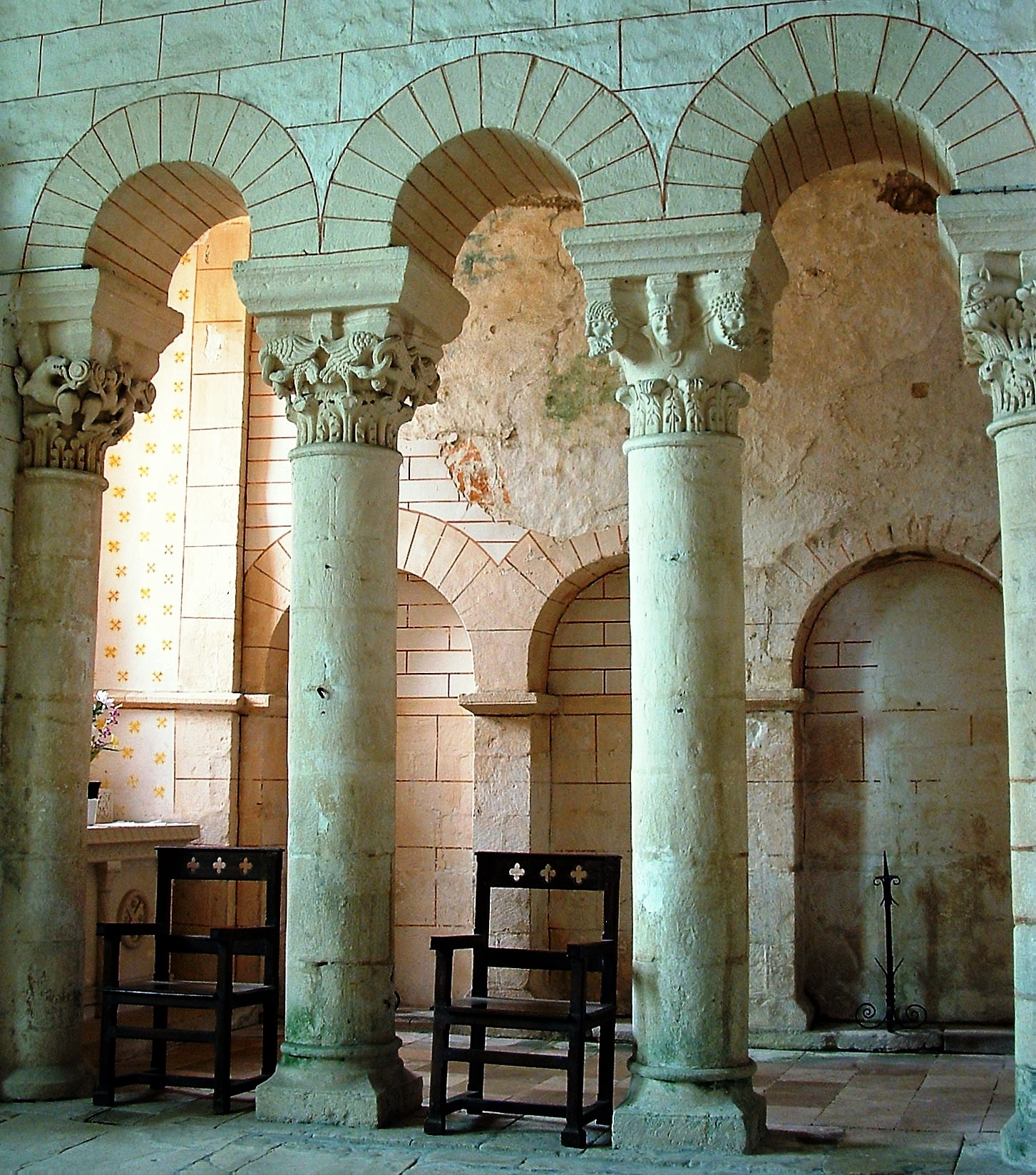
Colonnes séparant une absidiole du sanctuaire
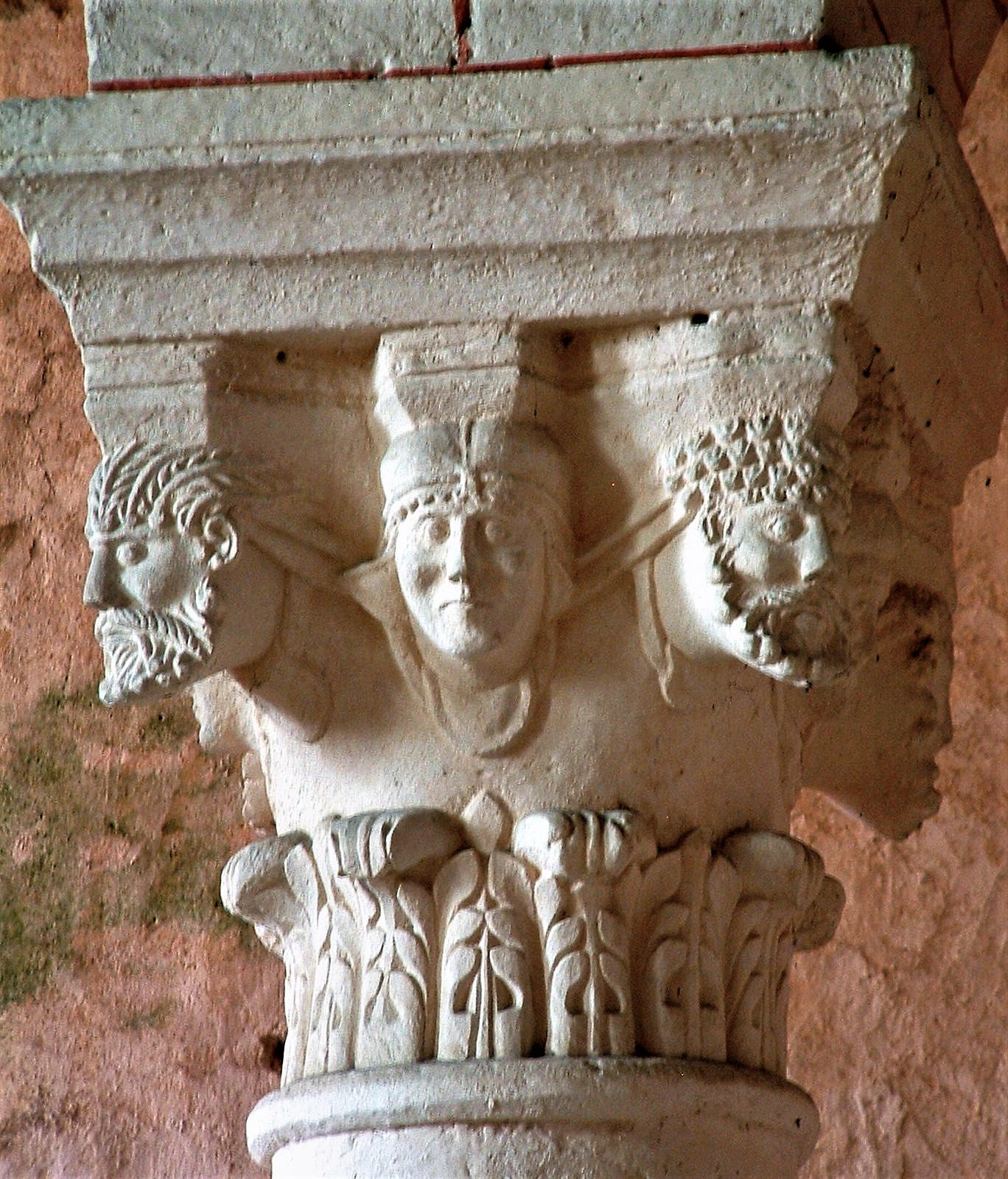
Chapiteau du chœur
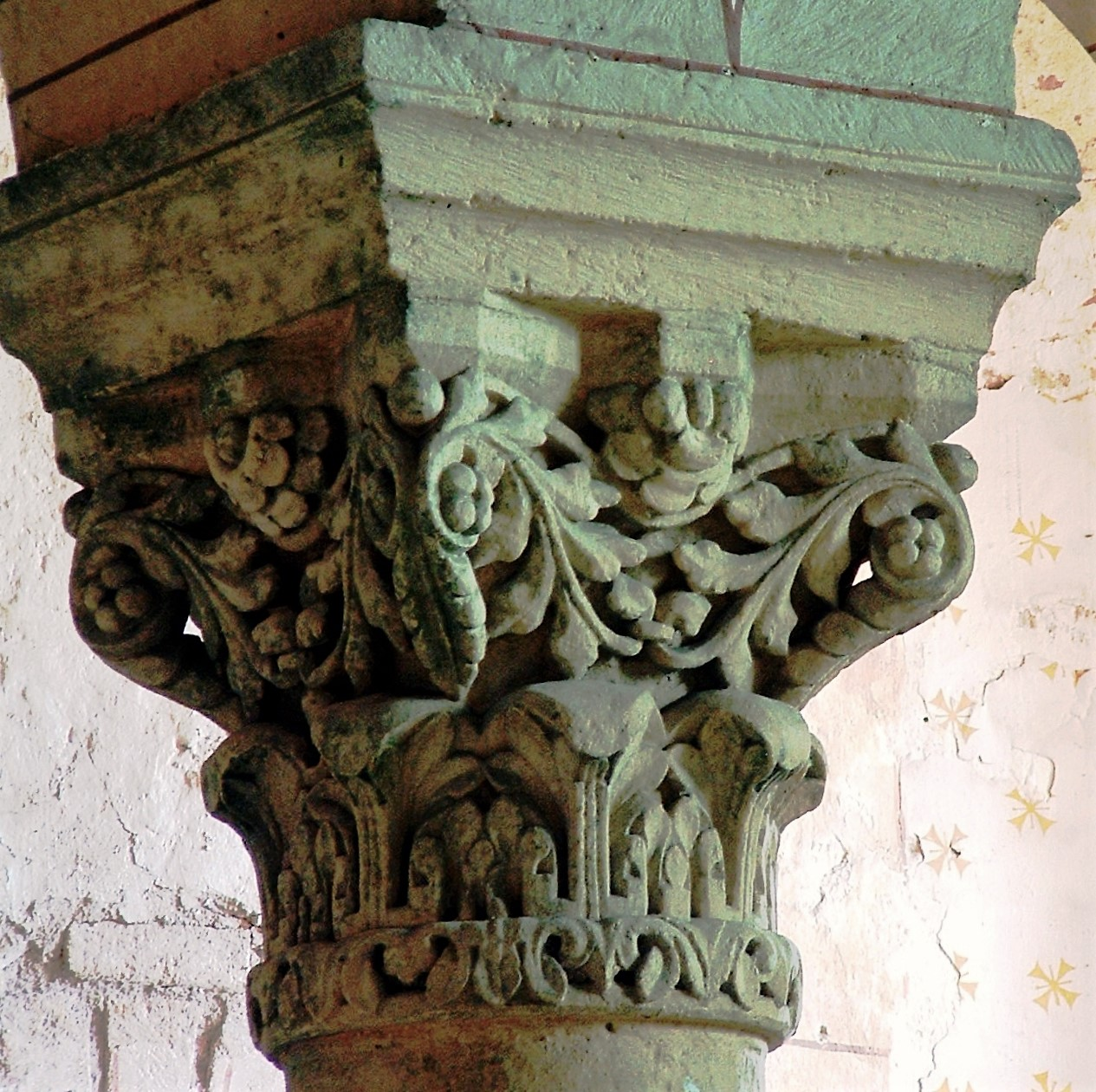
Chapiteau du chœur
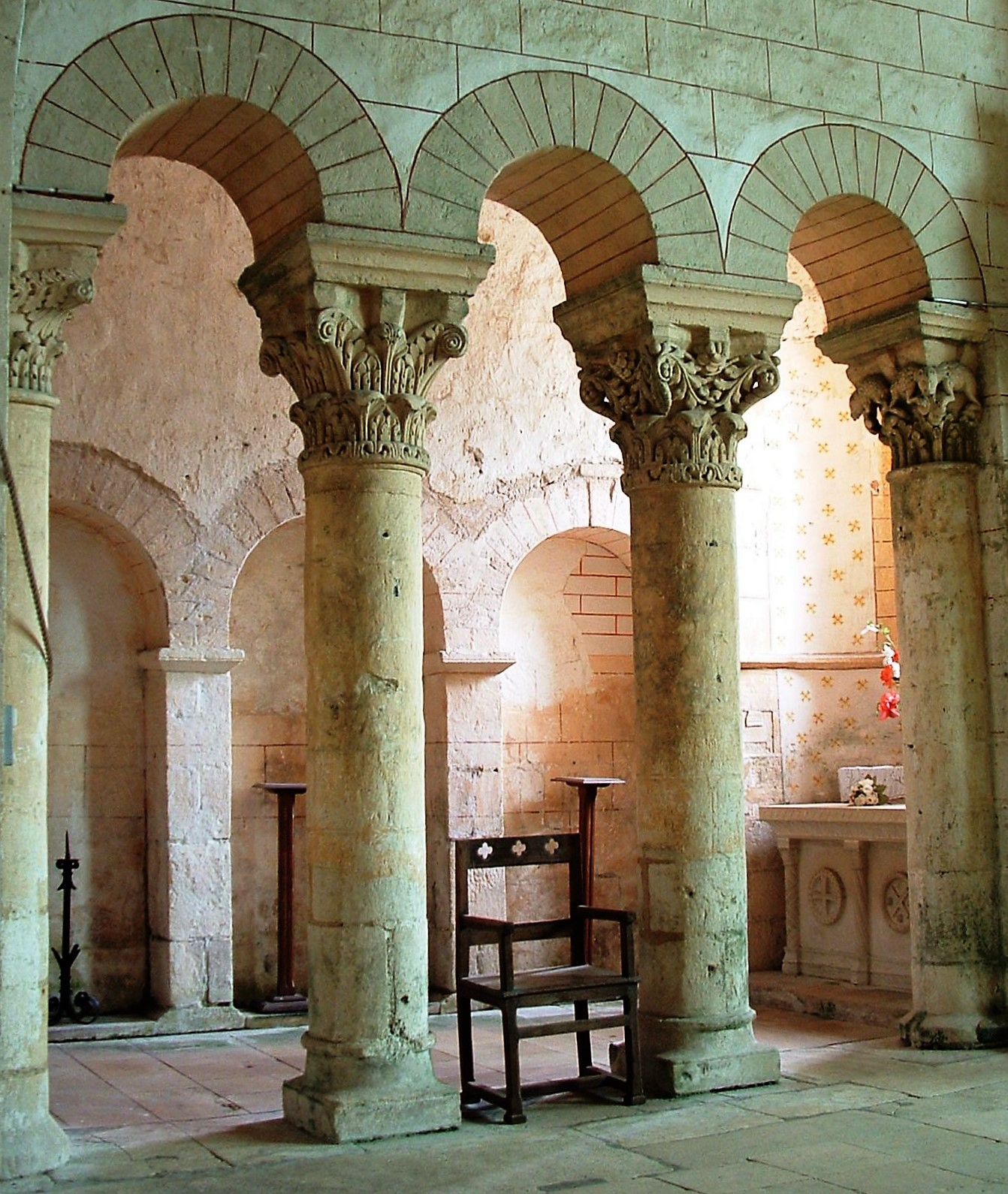
Colonnes séparant une absidiole du sanctuaire

Sur le mur de la quatrième travée, une fresque de la fin du XIIe siècle pourrait être un ex-voto d'un seigneur de Charenton, qui vers 1187, avait mis à feu et à sang plusieurs villages, dont ceux d'Epineuil et de la Celle. Il en avait chassé les moines. L'inscription mentionne ceux qui aiment ce temple et demandent au Christ de montrer un regard apaisé quand il viendra venger les crimes à la fin des siècles.
Sur le mur de la cinquième travée, une autre fresque représente Saint Christophe. On devine difficilement l'enfant qu'il porte sur l'épaule. il convenait d'invoquer ce saint pour traverser le Cher, qui sans cesse au cours des siècles, a détruit le pont de Bruère.
Sur le pilier du clocher, une fresque représente Notre-Dame de Pitié.
Les chœur est carré avec des bas-côtés et l'abside est en cul-de-four.

## Le mobilier

### La statuaire
Derrière le monument du gisant de saint Sylvain, une statue décapitée d’un prêtre pourrait représenter, selon la tradition locale, saint Sylvestre, le compagnon de saint Sylvain.
Sur le mur du transept gauche, une statue de sainte Claire d’assise brandit un ostensoir comme elle le fit pour protéger sa ville des envahisseurs.
A l’entrée de la chapelle de la Vierge située sur le croisillon nord du transept, une statue de Marie et de l’Enfant qui se regarde l’un l’autre.
Contre le pilier qui supportait la chaire, une statue en bois représente un diacre qui tient dans ses mains une tête ensanglantée. Il s’agit de saint Clair. Il fut tourmenté dans sa prison et sept fois soumis à la torture. Il eut la tête tranchée à Antioche. La statue d’un autre saint Clair, abbé bénédictin de Vienne, était fixée de l’autre côté de la nef, au-dessus de la fresque de Notre-Dame de Pitié. Une autre statue de saint Clair ornait autrefois, la fontaine du même nom situé au lavoir communal, là où les villageois allaient se laver les yeux. Elle a été volée.[Quand ?]

### La sculpture funéraire

#### Le tombeau de saint Sylvain

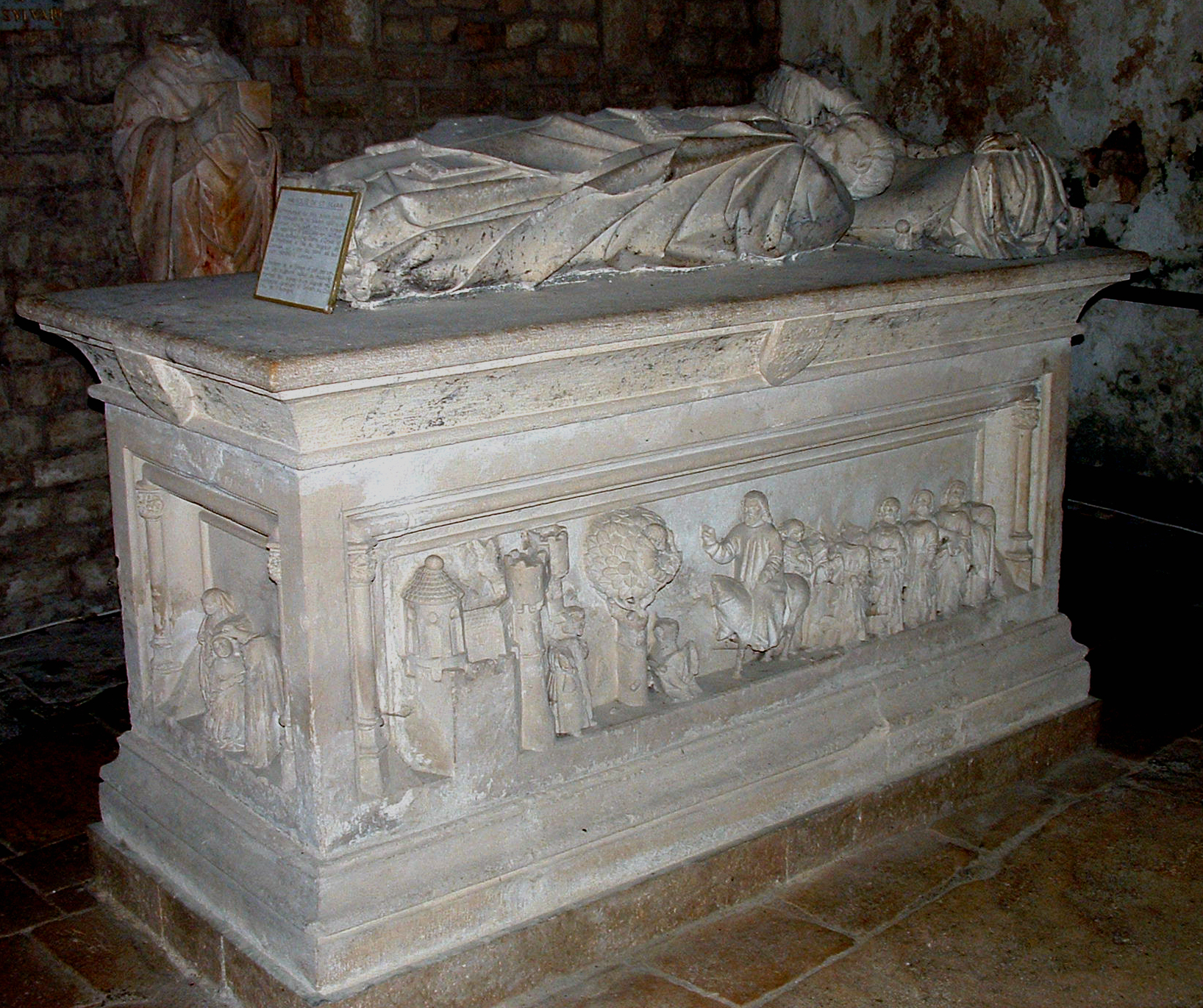
Tombeau de saint Sylvain

Façonné dans un calcaire très fin ressemblant à la pierre de Charly, le mausolée est composé d’un gisant, d’une cuve funéraire monolithe ornée sur ses quatre faces de scènes évoquant la vie du saint. Selon la tradition locale, Saint Sylvain fut envoyé par saint Pierre pour évangéliser la Gaule. Cette tradition assimile, en fait, le saint à Zachée le publicain, venu de Palestine, évangéliser la Gaule au Ier siècle. C'est vers 1463 qu'Isabeau de Boulogne, fille du seigneur de Levroux, Dame d'Orval et de Montrond déposa une relique de saint Silvain, ou saint Sylvain, qui a été soustraite aux restes du saint conservés par les chanoines de Levroux, dans le département de l’Indre. Ce monument, primitivement sculpté pour être déposé sous les voûtes de la chapelle Saint-Sylvain de la Celle qui se trouve non loin de l'église mais qui ne se visite plus, fut transporté en 1897 dans le transept nord de l'église Saint-Blaise. Le 9 juillet 1899, les reliques furent déposées dans le tombeau.
Le tombeau a été classé monument historique au titre objet le 1er décembre 1913.

#### Les pierres tombales
Une quarantaine de pierres tombales ont visibles dans l’église. Une douzaine seulement sont identifiables, la plupart sont des tombes de paroissiens.
Dans le pavement de l’avant dernière travée de la nef, sur une pierre tombale, l’inscription suivante est encore lisible : Ici repose, Gabriel Morlet, curé de la Celle-Bruère, né en 1753 et décédé en 1830. Il fut un savant distingué, un bienfaiteur de cette église. Priez Dieu pour lui.
Dans la chapelle absidiale nord sainte Solange située dans le chœur, un fragment d’une stèle funéraire date de l’époque gallo-romaine. On peut encore y lire le nom de la défunte : Antonila.

### Les tableaux
Au-dessus du gisant de saint Sylvain, une représentation de saint Blaise, le patron de l’église. Une inscription latine précise que le tableau a été donné par l’abbé Jean Charpentier, Prieur de ce prieuré, le premier jour de mars 1769.
D’autres peintures sont accrochées dans l’église, notamment deux peintures sur bois représentant l’une saint Benoit portant la robe noir des Bénédictins, et l’autre saint Bernard vêtu de la coule blanche des Cisterciens. Elles ornaient, ainsi que celle de la Cène qui est sur le mur de droite, le maitre- autel de l’abbaye de Noirlac.
Au-dessus de la porte de la sacristie figure un fragment de bannière brodée du XIXe siècle. Elle représente saint Blaise, patron de l'église de La Celle, et saint Étienne, patron de l'église d'Allichamps.

## Photographies

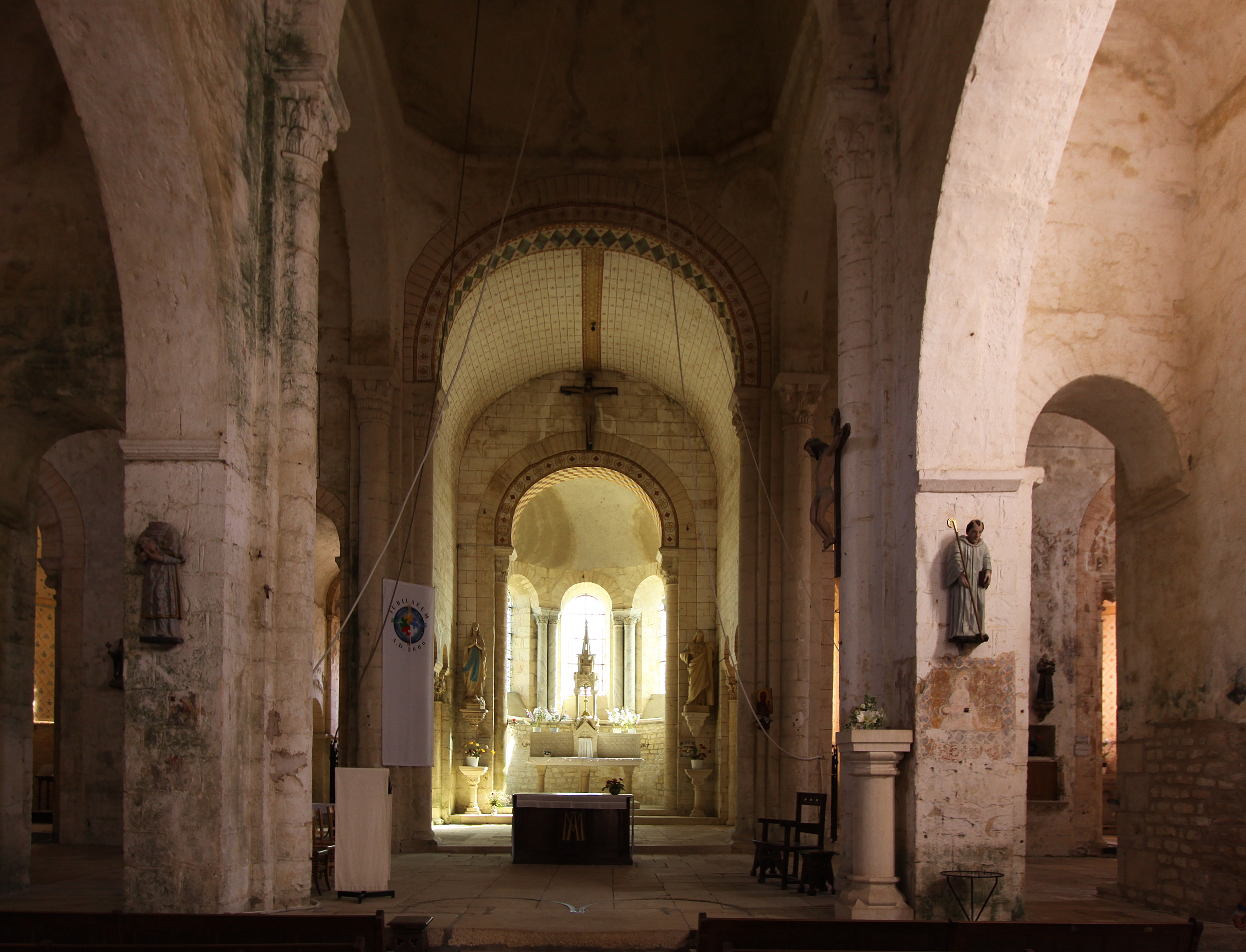
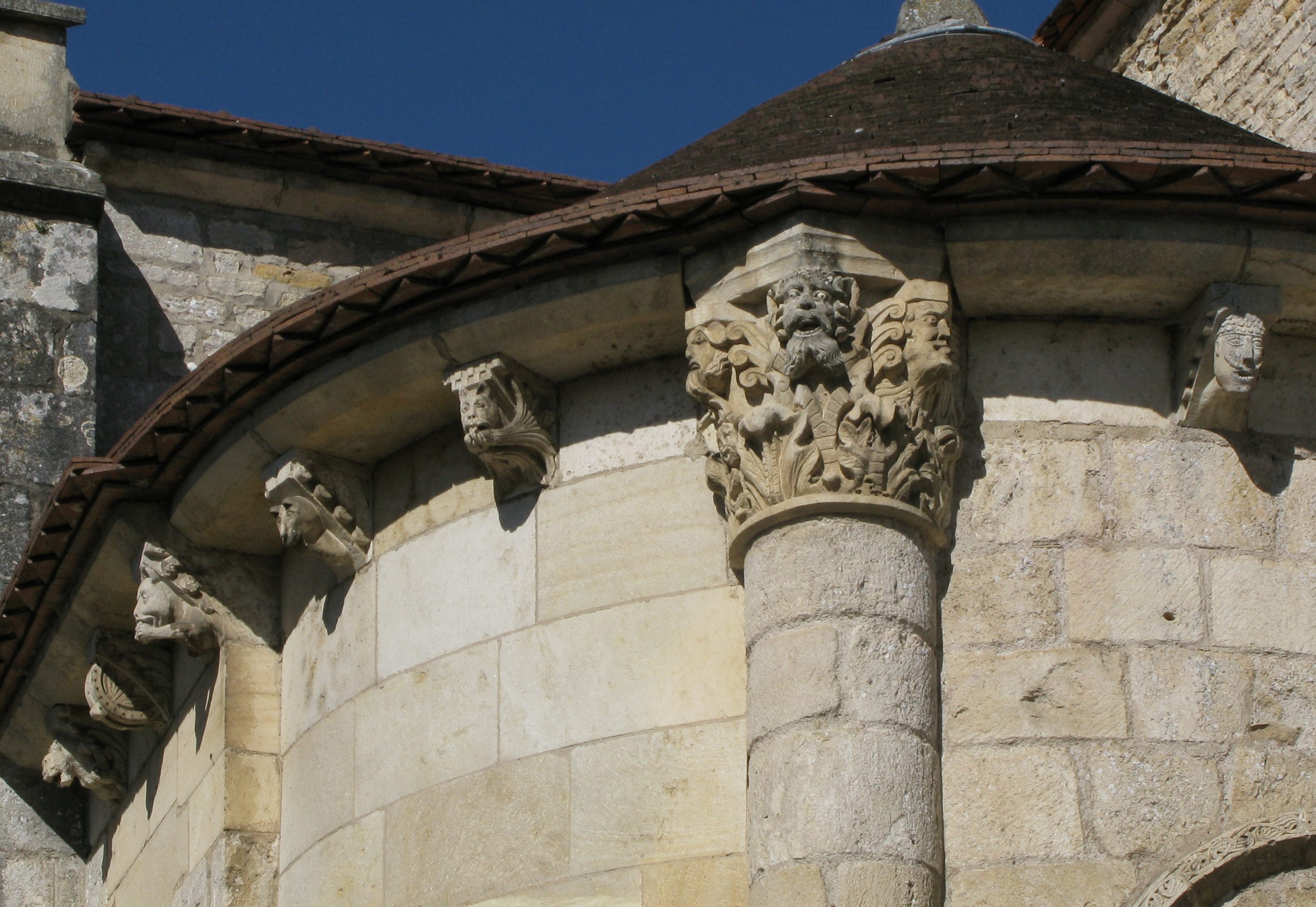
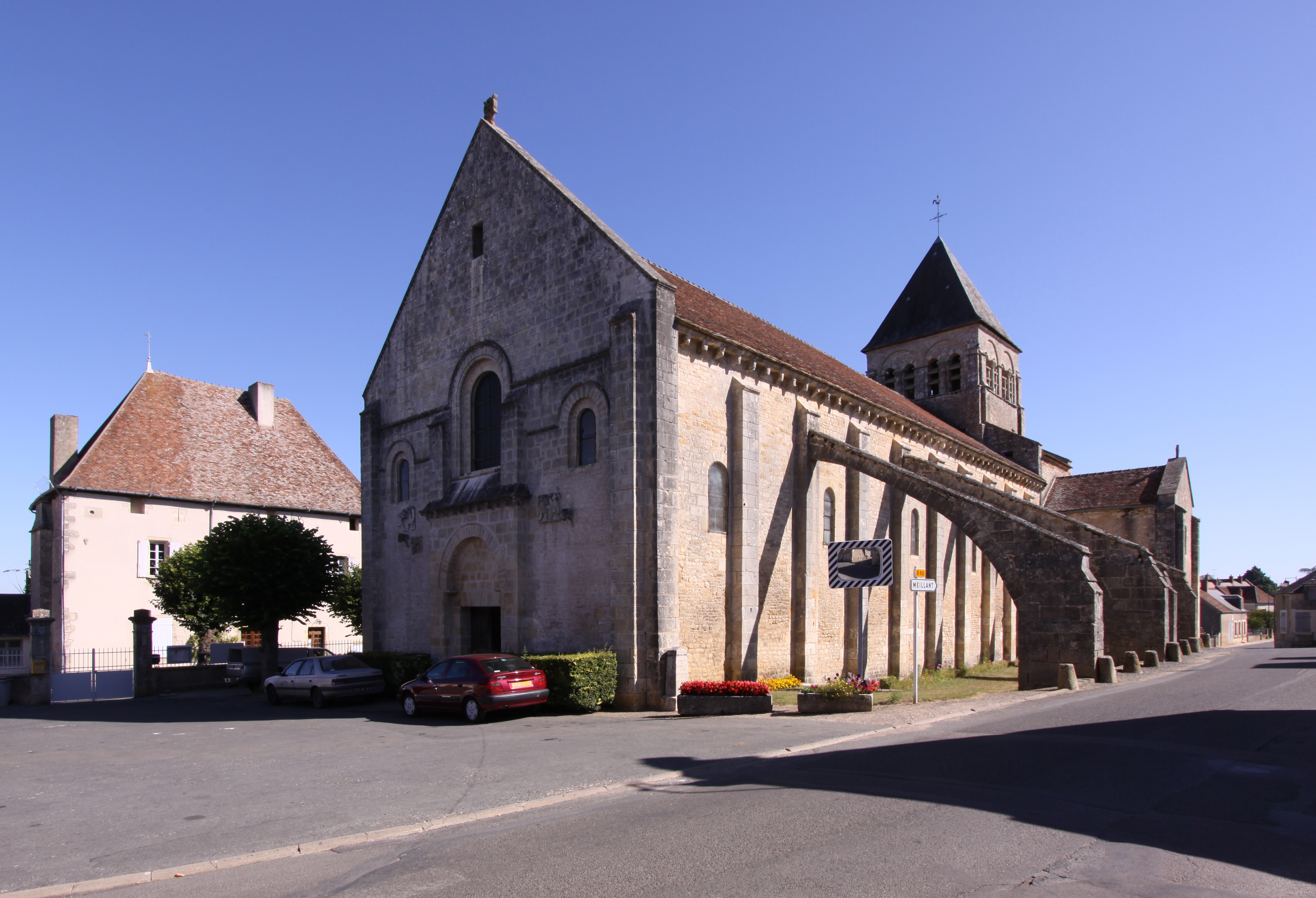

## Association
L'association : Association des Amis de l'église, créée en 1988 a pour objectif de récolter des fonds afin d'aider la commune à restaurer l'édifice. Ainsi, l'association a participé financièrement à la restauration en 1997 de la toiture ou en 2011 à celle des vitraux.